# Franz von Kleist
Gustav Franz Wilhelm von Kleist (19 tháng 9 năm 1806 tại Körbelitz – 26 tháng 3 năm 1882 tại Berlin) là một sĩ quan kỹ thuật Phổ, đã được thăng đến hàm Trung tướng. Ông đã ừng tham chiến trong cuộc Chiến tranh Áo-Phổ (1866) và cuộc Chiến tranh Pháp-Đức (1870 – 1871).

## Tiểu sử

### Thân thế
Gustav Franz Wilhelm là con ngoài giá thú của Wilhelm Franz von Kleist (1765 – 15 tháng 6 năm 1817 tại Wittenberg), một Thượng tá trong quân đoàn Công binh của quân đội Phổ. Thân mẫu ông là một bà có nhũ danh Fleischer. Cuộc hôn nhân của thân sinh ông với góa phụ Henriette Dorothea Tetzmar, nhũ danh Lilien, không mang lại cho họ một người con nào. Vì vậy, về sau người cha của Franz von Kleist đã nhận ông làm con hợp pháp, tuy nhiên ông không được thừa hưởng địa vị quý tộc.

### Sự nghiệp quân sự
Thời trẻ, Kleist đi học Trường Dòng Magdeburg và vào ngày 1 tháng 10 năm 1823, ông nhập ngũ trong Cục Công binh 3 tại Magdeburg. Kể từ ngày 1 tháng 10 năm 1824 cho đến ngày 15 tháng 7 năm 1827, ông được cử vào học tại Trường Tổng hợp Pháo binh và Kỹ thuật (Vereinigte Artillerie- und Ingenieurschule). Hai năm sau khi học xong (1829), ông được phong quân hàm Thiếu úy và được gia nhập Quân đoàn Kỹ thuật. Từ năm 1829 tới năm 1832, ông phục vụ trong Cục Công binh 2. Sau khi phục vụ tại pháo đài Küstrin từ năm 1833 đến năm 1839, ông được điều sang Spandau và phục vụ ở đây kể từ năm 1840 cho tới năm 1842. Vào năm 1843, ông được thăng cấp hàm Trung úy và sau đó ông là sĩ quan phụ tá Cục Thanh tra Pháo đài 2 từ tháng 5 năm 1843 cho đến tháng 10 năm 1847. Vào ngày 26 tháng 10 năm 1847, ông được lên chức Đại úy. Kể từ năm 1848 cho đến năm 1850, ông phục vụ tại thành lũy Stettin. Cuối năm 1850, ông được bổ nhiệm làm Kỹ sư Khu vực (Platz-Ingenieur) ở Stettin và Alt-Damm.
Vào năm 1852, Kleist trở thành Giám đốc pháo đài ở Swinemünde, tại đây ông được thăng hàm Thiếu tá trong Bộ Tham mưu của Quân đoàn Kỹ thuật vào năm 1856. Ông quản nhiệm pháo đài Swinemünde cho đến năm 1857, rồi được đổi sang làm chức vụ tương tự ở Königsberg tại Đông Phổ. Vào ngày 1 tháng 7 năm 1860, ông được lên quân hàm Thượng tá. Ở Swinemünde và Königsberg, ông đã áp dụng thành công các nguyên tắc của phong cách pháo đài Tân Phổ. Để tưởng thưởng công trạng của ông trong thời gian phục vụ ở hai pháo đài này, vua Friedrich Wilhelm IV đã phong hàm quý tộc cho ông vào ngày 8 tháng 10 năm 1860.
Năm sau, vào tháng 10 năm 1861, ông được lãnh chức Thanh tra (Inspektor) của Cục Thanh tra pháo 7 và chẳng bấy lâu sau ông được thăng hàm Đại tá. Vào tháng 11 năm đó, ông là Thành viên Ủy ban Chấm thi Sĩ quan Quân đoàn Kỹ thuật (Prüfungskommission für Offiziere des Ingenieurkorps). 4 năm sau (1865), ông được đổi làm Thanh tra của Cục Thanh tra pháo đài 2.
Đến ngày 8 tháng 6 năm 1866, ông được lên cấp hàm Thiếu tướng và cùng năm đó, ông được ủy nhiệm làm Sĩ quan Công binh Thứ nhất của Bộ Tổng chỉ huy Quân đoàn V do lão tướng Steinmetz chỉ huy trong cuộc Chiến tranh Bảy tuần với Áo vào năm 1866. Ông đã chiến đấu trong các trận đánh tại Nachod, Schweinschädel cuối tháng 6 cùng với trận đánh quyết định ở Königgrätz-Sadowa vào ngày 3 tháng 7. Vì những thành tích của mình trong chiến tranh, ông được phong tặng Huân chương Đại bàng Đỏ hạng II đính kèm Bó sồi và Thanh kiếm trên Chiếc nhẫn vào ngày 20 tháng 9 năm 1866.
Năm sau (1867), ông được lãnh chức Thanh tra tại Cục Thanh tra 1 ở kinh đô Berlin vào tháng 10 và được đổi làm Thanh tra Trường Tổng hợp Pháo binh và Kỹ thuật vào tháng 11. Đến ngày 18 tháng 7 năm 1870, Kleist được phong chức Phó Tướng thanh tra của Quân đoàn Công binh và Kỹ thuật tại Đại bản doanh (Großen Hauptquartier). Trên cương vị này, ông được thăng chức Trung tướng vào ngày 26 tháng 7 năm 1870. Không lâu sau đó, ông tham gia trận Gravelotte vào ngày 18 tháng 8 năm 1870, trận đánh đẫm máu nhất của cuộc Chiến tranh Pháp-Đức (1870 – 1871). Sau đó, ông thoạt tiên thay mặt cho tướng Georg von Kameke trong cuộc điều quân đến vây hãm Metz và trận Sedan vào ngày 2 tháng 9. Rồi ông chỉ đạo các công trình cần thiết cho việc bao vây thủ đô Pháp cho đến khi tướng Kameke trở lại và lãnh toàn quyền chỉ huy các hoạt động kỹ thuật trong cuộc vây hãm Paris vào ngày 23 tháng 12 năm 1870. Trong thời gian này, Kleist được trao Huân chương Thập tự Sắt hạng II vào ngày 7 tháng 10 năm 1870 rồi được tặng Đại Thập tự (Großkomtur) của Huân chương Chiến công Bayern vào ngày 19 tháng 11 năm 1870. Một tháng sau, ông được phong làm Tướng công binh trực thuộc dưới quyền Đức Vua (Ingenieurgeneral zur Verfügung des Königs). Đến tháng 3 năm 1871, ông trở về Berlin vì lý do sức khỏe. Tại đây, ông được thưởng Đại Thập tự của Huân chương Friedrich với Thanh kiếm cùng tháng đó. Đến ngày 29 tháng 3 năm 1871, Kleist trở lại đảm nhiệm cương vị của ông trước chiến tranh. Vào tháng 5 năm ấy, ông được rời ngũ 3 tháng để phục hồi sức khỏe. Sau đó, Kleist không thể trở lại phục vụ quân đội, thay vào đó ông được xuất ngũ (zur Disposition, không phục vụ tại ngũ nữa nhưng sẽ được triệu hồi trong chiến tranh) với một khoản lương hưu vào ngày 16 tháng 9 năm 1871.
Ông từ trần vào tháng 3 năm 1882 ở Berlin, tại nhà của người con rể ông là tướng Hans Alexis von Biehler và vào ngày 29 tháng 3 năm 1882, ông được mai táng trong nghĩa trang quân sự ở Hasenheide (Berlin).

### Gia quyến
Vào ngày 4 tháng 6 năm 1835, ở Küstrin, Kleist đã thành hôn với bà Charlotte Emilie Gundelach (20 tháng 11 năm 1819 tại Küstrin – 16 tháng 4 năm 1877 tại Berlin). Bà là con gái của dược sĩ Georg Wilhelm Gundelach với người vợ của ông này là Charlotte Wilhelmine, nhũ danh Weigelt.